# Ernesto Noe
Ernesto Noé Tamo (Trinidad, 12 de diciembre de 1941 - Santa Cruz de la Sierra, 17 de febrero de 2025) fue un líder indígena boliviano, del pueblo Mojeño, del departamento de Beni . Es conocido por ser uno de los dirigentes indígenas que encabezó la Primera Marcha Indígena por el Territorio y la Dignidad, de 1990, junto a Tomás Ticuasu, del pueblo Sirionó, Marcial Fabricano, y Antonio Coseruna

## Trayectoria política
Ernesto Noé fue fundador y presidente de la Central de Pueblos Indígenas del Beni (CPIB) - donde después fue nombrado presidente Vitalicio- y de la Confederación Indígena del Oriente Boliviano (Cidob), fue corregidor del Cabildo Indígena de la Santísima Trinidad.
En 1990 organizó, junto a Marcial Fabricano, Tomás Ticuasu (del pueblo Sirionó) y Antonio Moseruma, la movilización indígena denominada Primera Marcha indígena por el territorio y la Dignidad, de 1990, que posicionó las demandas de los pueblos indígenas en el debate nacional.
Ernesto Noé también participó en la octava Marcha indígena, de 2011, por la defensa del Territorio Indígena y Parque Nacional Isiboro Sécure (TIPNIS).

## Reconocimientos
En 2017, la Asamblea Legislativa Departamental de Beni entregó a Ernesto Noé el "Escudo oficial del departamento del Beni", en reconocimiento a su trayectoria en beneficio de los pueblos indígenas del departamento.